# Seznam minerálů, S–U
Není možné zde prezentovat úplný seznam minerálů, protože Komise pro nové minerály a názvy minerálů (CNMMN) při Mezinárodní mineralogické asociaci (IMA), která nové minerály a změny v názvosloví schvaluje, každý rok přidává nové. U názvů minerálů jsou doplněny značky pro status názvu (platný – neplatný nerost)
Úplný přehled minerálů z května 2008

## Vysvětlivky
(označení u názvu minerálu):
- A – schválený (approved)
- D – zrušený (discredited)
- G – uznané nerosty popsané před založením komise (grandfathered)
- H – hypotetický (hypothetical)
- I – přechodný člen (intermediate member)
- N – neschvalovaný komisí pro nové minerály a názvy minerálů
- Q – sporný (questionable)
- Rd – redefinovaný se schválením komise (redefined)
- Rn – přejmenovaný se schválením komise (renamed)

Z důvodu rozsáhlosti je seznam rozdělen: A–B – C–F – G–J – K–M – N–R – S–U – V–Ž

## Sa–Se
1. A Sabatierit – Cu6TlSe4
2. A Sabieit – (NH4)Fe(SO4)2
3. A Sabinait – Na4Zr2TiO4(CO3)4
4. G Sabugalit – HAl(UO2)4(PO4)4.16H2O
5. A Sacrofanit – (NaCaK)9(SiAl)12O24(SO4)(OH)2(CO3,Cl2)3.nH2O
6. A Sadanagait – (KNa)Ca2(Fe2+MgAl)5(SiAl)8O22(OH)2
7. G Sádrovec – CaSO4.2H2O
8. A Safflorit – CoAs2
9. A Safirín – (MgAl)8(AlSi)6O20
10. G Sahamalit-(Ce) – (CeLaNd)2(MgFe)(CO3)4
11. A Sahlinit – Pb14(AsO4)2O9Cl4
12. A Sachait – Ca3Mg(BO3)2(CO3).nH2O
13. G Sacharovait – (PbFe)(BiSb)2S4
14. A Sainfeldit – Ca5H2(AsO4)4.4H2O
15. A Sakuraiit – (CuZnFeInSn)S
16. A Saléeit – Mg(UO2)2(PO4)2.8-10H2O
17. A Salesit – Cu(IO3)(OH)
18. G Salmiak – NH4Cl
19. G Samarskit-(Y) – (YCeUCaPb)(NbTaTiSn)2O6
20. A Sampleit – NaCaCu5(PO4)4Cl.5H2O
21. A Samsonit – Ag4MnSb2S6
22. A Samuelsonit – (CaBa)Ca8(Fe2+Mn)4Al2(PO4)10(OH)2
23. G Sanbornit – Ba2(Si4O10)
24. A Sanderit – MgSO4.2H2O
25. A Saneroit – Na2(Mn2+Mn3+)10Si11VO34(OH)4
26. A Sanidin – (K,Na)AlSi3O8
27. A Sanjuanit – Al2(SO4)(PO4)(OH).9H2O
28. G Sanmartinit – (ZnFe2+)(WO4)
29. A Santaclarait – CaMn2+4Si5O14(OH)2.H2O
30. A Santafeit – (MnFe3+AlMg)8Mn4+8(CaSrNa)12(VO4)16(OH,O)20.8H2O
31. A Santanait – Pb11O12(CrO4)
32. A Santit – KB5O6(OH)4.2H2O
33. A Saponit – (1/2CaNa)0,25-0,6Mg3(SiAl)4O10(OH)2.nH2O
34. A Sarabauit – CaSb10O10S6
35. A Sarjarkit-(Y) – Ca(YTh)Al5(SiO4)2(PO4,SO4)2(OH)7.6H2O
36. G Sarkinit – Mn2+2(AsO4)(OH)
37. A Sarkolit – Na2Ca12(CaK)2Al8Si12(P,Si)O52F2
38. A Sarkopsid – (FeMnMg)3(PO4)2
39. A Sarmientit – Fe2(AsO4)(SO4)(OH).5H2O
40. G Sartorit – PbAs2S4
41. A Sasait – (AlFe)6(PO4,SO4)5(OH)3.35-36H2O
42. A Sassolin – B(OH)3
43. A Satimolit – KNa2Al4(B6O15Cl3).13H2O
44. A Satpajevit – Al12V4+2V5+6O37.30H2O
45. A Satterlyit – (FeMg)2(PO4)(OH)
46. G Sauconit – (1/2CaNa)0,25-0,6Zn3(SiAl)4O10(OH)2.nH2O
47. A Sayrit – Pb2(UO2)5O6(OH)2.4H2O
48. A Sažinit-(Ce) – Na3Ce(Si6O15).5H2O
49. G Sborgit – NaB5O6(OH)4.3H2O
50. A Scacchit – MnCl2
51. A Scarbroit – Al5(CO3(OH)13.5H2O
52. A Scawtit – Ca6(Si3O9)2.CaCO3.2H2O
53. A Scorzalit – (Fe2+Mg)Al2(PO4)2(OH)2
54. A Scotlandit – PbSO3
55. A Scrutinyit – αPbO2
56. A Seamanit – Mn2+3(PO4)[B(OH)4)](OH)2
57. A Searlesit – NaBSi2O5(OH)2
58. A Sederholmit – β-NiSe
59. A Sedovit – U(MoO4)2
60. A Seeligerit – Pb3Cl3(IO3)O
61. A Segelerit – CaMgFe3+(PO4)2(OH).4H2O
62. G Seidozerit – (NaCa)2(ZrTiMn)2Si2O7(O,F)2
63. A Seinäjokit – (FeNi)(Sb,As)2
64. A Sekaninait – (FeMg)2Al3(AlSi5O18)
65. A Seladonit – K<1(Fe3+Al)(MgFe2+)Si4O10(OH)2
66. G Selen – Se
67. A Selenostefanit – Ag5Sb(Se,S)4
68. G Selentellur – (Se,Te)
69. A Seligmannit – PbCuAsS3
70. A Sellait – MgF2
71. A Semenovit – (CeLaCaNa)3(BeSi)2(Si3O10)(O,OH,F)2
72. G Semseyit – Pb9Sb8S21
73. A Senait – Pb(TiFeMnMg)21O38
74. A Senandorit – Pb20Ag24Cu2Sb74S144
75. A Senarmontit – Sb2O3
76. A Sénégalit – Al2(PO4)(OH)3.H2O
77. A Sengierit – Cu2(UO2)2(VO4)2(OH)2.6H2O
78. G Sepiolit – Mg4Si6O15(OH)2•6 H2O
79. A Sérandit – Na(Mn2+Ca)2H(Si3O9)
80. A Serendibit – (CaMg)5Al(SiO4)3(BO3)O5
81. A Sergejevit – Ca2Mg11(CO3)9(HCO3)4(OH)4.6H2O
82. A Serpierit – Ca(CuZn)4(SO4)2(OH)6.3H2O

## Sf–Sm
1. G Sfalerit – ZnS
2. G Sfénokobaltit – CoCO3
3. A Shandit – Ni3Pb2S2
4. A Shabait-(Nd) – Ca(NdSmY)2(UO2)(CO3)4(OH)2.6H2O
5. A Sharpit – Ca(UO2)2(CO3)5(OH)4.6H2O
6. A Shattuckit – Cu5(Si2O6)2(OH)2
7. A Sherwoodit – Ca9Al21V5+24V4+4O80.56H2O
8. A Shortit – Na2Ca2(CO3)3
9. A Schafarzikit – Fe2+Sb3+2O4
10. A Schachnerit – Ag1,1Hg0,9
11. G Schairerit – Na21(SO4)7F6Cl
12. G Schallerit – Mn8[(SiAs)6O15](OH)10
13. A Schapbachit – AgBiS2
14. A Schaurteit – Ca3Ge4+(SO4)2(OH)6.3H2O
15. G Scheelit – Ca(WO4)
16. A Schertelit – (NH4)2MgH2(PO4)2.4H2O
17. G Scheteligit – (CaYSbMn)2(TiTaNbW)2O6(O,OH)
18. A Schieffelinit – Pb(Te,S)O4.H2O
19. A Schirmerit – Ag4PbBi4S9
20. A Schlossmacherit – (H3O,Ca)Al3(SO4,AsO4)2(OH)6
21. A Schmiederit – (PbCu)2SeO4(OH)2
22. A Schmitterit – (UO2)TeO3
23. A Schneiderhöhnit – Fe2+Fe3+3As3+5O13
24. A Schoderit – Al2(PO4)(VO4).8H2O
25. A Schoenfliesit – MgSn(OH)6
26. A Schoepit – UO2(OH)2.2H2O
27. A Schölhornit – Na0,3CrS2.H2O
28. A Scholzit – CaZn2(PO4)2.2H2O
29. G Schönit – K2Mg(SO4)2.6H2O
30. A Schoonerit – ZnMn2+Fe2+2Fe3+(PO4)3(OH)2.9H2O
31. A Schreibersit – (Fe,Ni)3P
32. A Schreyerit – V3+2Ti3O9
33. G Schröckingerit – NaCa3(UO2)(SO4)(CO3)3F.102O
34. A Schubnelit – Fe3+VO4.H2O
35. G Schuetteit – Hg3(SO4)O2
36. A Schuilingit-(Nd) – PbCu(NdGdSm)(CO3)3(OH).1,5H2O
37. A Schulenbergit – (CuZn)7(SO4,CO3)2(OH)10.3H2O
38. A Schultenit – PbHAsO4
39. A Schumacherit – Bi3(VO4)O(OH)
40. A Schwartzembergit – Pb5(IO3)Cl3O3
41. A Sibirskit – Ca2(B2O5).H2O
42. G Sicklerit – Li<1(Mn2+Fe3+)(PO4)
43. G Siderazot – Fe5N2
44. G Siderit – FeCO3
45. A Siderofylit – KFe2+2,5Al0,5(Si2,5Al1,5)O10(OH)2
46. G Sideronatrit – Na2Fe(SO4)2(OH).3H2O
47. A Siderotil – FeSO4.5H2O
48. A Sidorenkit – Na3Mn(CO3)(PO4)
49. A Sidwillit – MoO3.2H2O
50. G Siegenit – (CoNi)3S4
51. A Sieleckiit – Cu3Al4(PO4)2(OH)12.2H2O
52. A Sigloit – (Fe3+Fe2+)Al2(PO4)2(O,OH)3.5H2O
53. A Silhydrit – 3SiO2.H2O
54. A Sillénit – Bi12SiO20
55. A Sillimanit – Al2(SiO4)O
56. A Simonellit – C19H24
57. A Simonit – TlHgAs3S6
58. A Simonkolleit – Zn5(OH)8Cl2.H2O
59. G Simplotit – CaV4+4O9.5H2O
60. A Simpsonit – Al6Ta4O19
61. A Sincosit – Ca(VO)2(PO4)2.5H2O
62. G Sinhalit – MgAlBO4
63. A Sinjarit – CaCl2.2H2O
64. A Sinkankasit – H2MnAl(PO4)2(OH).6H2O
65. A Sinnerit – Cu6As4S9
66. A Sinoit – Si2N2O
67. G Síra – α-S
68. G Síra-beta – β-S
69. A Sjögrenit – Mg6Fe2(CO3)(OH)16.4H2O
70. G Skapolit – izomorfní směs marialitu a mejolitu
71. A Skinnerit – Cu3SbS3
72. A Skippenit – Bi2Se2(Te,S)
73. A Sklodowskit – Mg(H3O)2(UO2)2(SiO4)2.4H2O
74. A Skolecit – Ca(Al2Si3O10).3H2O
75. A Skorodit – Fe3+(AsO4).2H2O
76. G Skoryl – NaFe2+3Al6(BO3)3Si6O18(OH,F)4
77. G Skutterudit – CoAs3
78. A Slavíkit – NaMg2Fe5(SO4)7(OH)6.33H2O
79. A Slawsonit – Sr(Al2Si2O8)
80. A Smirnit – Bi2TeO5
81. A Smirnovskit – [Th3(CeFe)Ca]5(PO4)4[F3(OH)2]5.5H2O
82. G Smithit – AgAsS2
83. G Smithsonit – ZnCO3
84. A Smoljaninovit – (CoNiMg)3(Fe3+Al)2(AsO4)4.11H2O
85. A Smythit – (FeNi)9S11

## So–Sz
1. A Sobolevit – Na14Ca2MnTi3P4Si4O34
2. A Sobolevskit – PbBi
3. A Soda – Na2CO3.10H2O
4. A Sodalit – Na8(AlSiO4)6Cl2
5. A Soddyit – (UO2)2(SiO4).2H2O
6. A Sofiit – Zn2(SeO3)Cl2
7. A Sogdianit – (KNa)2Li2(LiFe3+Al)ZrSi12O30
8. A Söhngeit – Ga(OH)3
9. A Solongoit – Ca2B3O4(OH)4Cl
10. A Sonolit – Mn9(SiO4)4(OH,F)2
11. A Sonorait – Fe3+Te4+O3(OH).H2O
12. A Sopčeit – Ag4Pd3Te4
13. A Sorbyit – Pb19(SbAs)20S49
14. A Sörensenit – Na4SnBe2(Si6O16)(OH)4
15. A Sosedkoit – (KNa)5Al2(TaNb)22O60
16. A Součekit – PbCuBi(S,Se)3
17. A Souzalit – Mg3Al4(PO4)4(OH)6.2H2O
18. G Spadait – MgSiO2(OH)2.H2O
19. G Spangolit – Cu6Al(SO4)(OH)12Cl.3H2O
20. A Spencerit – Zn2(PO4)(OH).1,5H2O
21. G Sperrylit – PtAs2
22. A Spertiniit – Cu(OH)2
23. A Spessartin – Mn3Al2(SiO4)3
24. A Spheniscidit – (NH4,K)(Fe3+Al)2(PO4)2(OH).2H2O
25. G Spinel – MgAl2O4
26. A Spionkopit – Cu39S28
27. A Spiroffit – (MnZn)2Te3O8
28. G Spodiozit – Ca2(PO4)F
29. A Spodumen – LiAl(Si2O6)
30. G Spurrit – Ca5(SiO4)2(CO3)
31. A Srebrodolskit – Ca2Fe2O5
32. A Srilankit – (ZrTi)O2 či ZrTi2O6
33. A Stanfieldit – Ca4(MgFeMn)5(PO4)6
34. G Stanin – Cu2FeSnS4
35. A Stanleyit – VO(SO4).6H2O
36. A Stanoidit – Cu8(FeZn)3Sn2S12
37. A Stanomikrolit – Sn2Ta2O7 či Sn2+2(TaSn4+Nb)2O6,6(OH,F)0,4
38. A Stanopalladinit – (PdCu)3Sn2
39. A Staringit – Sn2(Sn0,25Fe2+0,25Ta0,5)O6
40. G Starkeyit – MgSO4.4H2O
41. A Staurolit – (Fe2+MgZn)2Al9(SiAl)4O22(OH)2
42. A Steacyit – Th(CaNa)2K1-xSi8O20
43. A Steenstrupin-(Ce) – Na14Ce6MnFe3+2(ZrTh)(PO4)7(Si6O18)2.3H2O
44. G Stefanit – Ag5SbS4
45. G Steigerit – AlVO4.3H2O
46. A Stellerit – Ca(Al2Si7O18).7H2O
47. A Stenhuggarit – CaFe2+Sb5+(As3+O3)2O2
48. A Stenonit – Sr2Al(CO3)F5
49. A Stepanovit – NaMgFe3+(C2O4)3.8-9H2O
50. G Sterkorit – H(NH4)Na(PO4).4H2O
51. A Sterlinghillit – Mn2+3(AsO4)2.4H2O
52. A Sternbergit – AgFe2S3
53. A Sterryit – Ag2Pb10(SbAs)12S29
54. G Stetefeldtit – Ag2Sb2(O,OH,H2O)7
55. G Stevensit – (1/2CaNa)0,25-0,6(MgMnFe2+)3Si4O10(OH)2.nH2O
56. A Stewartit – MnFe2(PO4)2(OH)2.8H2O
57. G Stibarsen – SbAs
58. G Stibikonit – Sb3+Sb5+2O6(OH)
59. A Stibiobetafit – (CaSb)2(TiNbTa)2O6(OH,F)
60. A Stibiomikrolit – (CaSbNa)2(TaNb)2(O,OH,F)7
61. A Stibioniobit – SbNbO4
62. A Stibiopalladinit – Pd5S2 až Pd8S3
63. A Stibiotantalit – SbTaO4
64. A Stibivanit – Sb3+2V4+O5
65. A Stichtit – Mg6Cr2(CO3)(OH)16.4H2O
66. A Stilbit – NaCa2(Al5Si13O36).14H2O
67. G Stilleit – ZnSe
68. A Stillwaterit – Pd8As3
69. G Stillwellit-(Ce) – (CeLaCa)BSiO5
70. A Stilpnomelan – K(Fe2+MgFe3+Al)8(SiAl)12(O,OH)27.2H2O
71. A Stistait – SnSb
72. A Stišovit – SiO2
73. A Stoiberit – Cu5(VO4)2O2
74. A Stokesit – CaSnSi3O9.2H2O
75. A Stolzit – Pb(WO4)
76. G Stottit – Fe2+Ge(OH)6
77. A Straczekit – (CaBaNaK)(V5+6,3V4+1,6)O20(H2O)3
78. A Stranskiit – Zn2Cu(AsO4)2
79. A Strašimirit – (CuZn)8(AsO4)4(OH)4.5H2O
80. A Strätlingit – Ca2Al2(SiO4)O3
81. A Strelkinit – Na(UO2)(VO4).3H2O
82. A Strengit – Fe3+(PO4).2H2O
83. A Stringhamit – CuCaSiO4.H2O
84. G Stromeyerit – AgCuS
85. A Stronalsit – SrNa2(Al4Si4O16)
86. G Stroncianit – SrCO3
87. A Stroncioborit – SrB8O11(OH)4
88. A Stronciočevkinit – Sr2(LaCeCa)2(Fe2+Fe3+)(TiZr)2Ti2(Si2O7)2O8
89. A Stronciodresserit – (SrCa)Al2(CO3)2(OH)4.H2O
90. A Stroncioginorit – (SrCa)2B14O20(OH)6.5H2O
91. A Stronciojoaquinit – Sr2Ba2(NaFe2+)2Ti2Si8O24(O,OH)2.H2O
92. A Strocio-ortojoaquinit – Sr2Ba2(NaFe2+)2Ti2Si8O24(O,OH)2.2H2O
93. G Strunzit – Mn2+Fe3+2(PO4)2(OH)2.6H2O
94. G Struvit – (NH4)Mg(PO4).6H2O
95. G Stříbro – Ag
96. A Studtit – UO4.4H2O
97. A Stumpflit – Pt(SbBi)
98. A Sturmanit – Ca6Fe3+2(SO4)2,3[B(OH)4]1,2(OH)12.25H2O
99. A Sturtit – Mn2(FeAlCa)Si4O10(OH)3.H2O
100. A Stützit – Ag5-xTe3
101. A Suanit – Mg2(B2O3)O2
102. A Sudburyit – (PdNi)Sb
103. A Sudoit – (AlMg)4-6Si4O10(OH)8
104. A Suessit – (FeNi)3Si
105. A Sugilit – KNa2(Fe2+Mn2+Al)2Li3(Si12O30)
106. G Sulfoborit – Mg3[B(OH)4]2(SO4(OH)F
107. A Sulfohalit – Na6(SO4)FCl
108. A Sulforhodit – Rh2S3
109. A Sulfotsumoit – Bi3Te2S
110. A Sulvanit – Cu3VS4
111. A Sundiusit – Pb10(SO4)Cl2O8
112. A Suolunit – Ca2Si2O5(OH)2.H2O
113. A Surinamit – (MgFe2+)3Al4BeSi3O16
114. A Surit – Pb(PbCa)(AlFeMg)2(SiAl)4O10(CO3)2(OH)2
115. A Sursassit – Mn2Al3(SiO4)(Si2O7)(OH)3
116. A Susannit – Pb4(SO4)(CO3)2(OH)2
117. A Sussexit – Mn2(B2O5).H2O
118. A Suzukiit – BaV4+Si2O7
119. A Svabit – Ca5(AsO4)3(F,Cl,OH)
120. A Svanbergit – SrAl3(SO4)(PO4(OH)6
121. A Sveit – KAl7(NO3)4Cl2(OH)16.8H2O
122. A Sverigeit – NaMgMnBe2SnSi3O12(OH)
123. A Svjažinit – (MgMnCa)(AlFe3+)(SO4)2F.14H2O
124. A Swamboit – U6+H6(UO2)6(SiO4)6.30H2O
125. G Swartzit – CaMg(UO2)(CO3)3.12H2O
126. A Swedenborgit – NaBe4SbO7
127. A Sweetit – Zn(OH)2
128. A Swinefordit – (CaNa)0,3(AlLiMg)2)(SiAl)4O10(OH,F)2.2H2O
129. R Switzerit – Mn3(PO4)2.7H2O
130. A Sylvanit – AuAgTe4
131. G Sylvín – KCl
132. A Symplezit – Fe2+3(AsO4)2.8H2O
133. A Synadelfit – (MnMgCaPb)9(As3+O3)(As5+O4)2(OH)9.2H2O
134. G Syngenit – K2Ca(SO4)2.H2O
135. A Synchisit-(Ce) – CaCe(CO3)2F
136. A Synchisit-(Nd) – Ca(NdY)(CO3)2F
137. A Synchisit-(Y) – CaY(CO3)2F
138. A Szaibelyit – Mg2(B2O5).H2O
139. G Szmikit – MnSO4.H2O
140. A Szomolnokit – FeSO4.H2O

## Š
1. A Šabynit – Mg5(BO3)(Cl,OH)2(OH)5.4H2O
2. A Šadlunit – (CuFe)8(PbCd)S8
3. A Šafranovskit – (NaK)6(Mn2+Fe2+)3Si9O24.6H2O
4. A Šachovit – Hg4SbO3(OH)3
5. A Ščerbakovit – (KNaBa)3(TiNb)2(Si2O7)2
6. A Ščerbinait – V2O5
7. A Šigait – Al4Mn7(SO4)2(OH)22.8H2O
8. A Šorlomit – Ca3Ti4+2(Fe3+2Si)O12
9. G Šubnikovit – Ca2Cu8(AsO4)6Cl(OH).7H2O
10. A Šujskit – Ca2MgCr2(SiO4)(Si2O7)(OH)2

## Ta–Th
1. A Taaffeit – MgAl4BeO8
2. A Tadžikit-(Ce) – Ca3(CeY)2(TiAlFe3+)B4Si4O22
3. A Tacharanit – Ca12Al2Si18O51.18H2O
4. A Tachyhydrit – CaMg2Cl6.12H2O
5. A Tajkanit – (SrBa)5Mn3Si5O18
6. A Tajmyrit – (PdCuPt)3Sn
7. A Takanelit – (Mn2+Ca)Mn4+4O9.H2O
8. A Takéučiit – (MnMg)2(Mn3+Fe3+)(BO3)O2
9. A Takovit – Ni6Al2(CO3,OH)(OH)16.4H2O
10. A Talmessit – Ca2Mg(AsO4)2.2H2O
11. A Talnachit – Cu9(FeNi)8S16
12. A Tamarugit – NaAl(SO4)2.6H2O
13. A Tancoit – HLiNa2Al(PO4)2(OH)
14. A Tanejamalit – Na(MnMgFe)12Si12(O,OH)44
15. A Tangeit – CaCu(VO4)(OH)
16. A Tantaleschynit-(Y) – (YCeCa)(TaTiNb)2O6
17. G Tantalit – Fe2+Ta2O6
18. A Tantalkarbid – TaC
19. A Tanteuxenit-(Y) – (YCeCa)(TaNbTi)2(O,OH)6
20. A Tantit – Ta2O5
21. A Taramellit – Ba4(Fe3+Ti4+Fe2+)4(B2Si8O27)O2Clx
22. A Taramit – Na2CaFe2+3(AlFe3+)2(Si6Al2)O22(OH)2
23. G Taranakit – K3Al5(PO4)8.18H2O
24. G Tarapacait – K2(CrO4)
25. A Tarasovit – dioktaedrický nerost složený ze slídy a smektitu v poměru 3:1
26. A Tarbuttit – Zn2(PO4)(OH)
27. A Tatarskit – Ca3Mg(SO4)(CO3)(OH)2Cl2.3,5H2O
28. A Taťjanait –
29. A Tausonit – SrTiO3
30. G Tavorit – LiFe3+(PO4)(OH)
31. A Tažeranit – (ZrTiCa)O2
32. G Teallit – PbSnS2
33. G Teepleit – Na2B(OH)4Cl
34. A Tefroit – Mn2SiO4
35. A Teineit – Cu(Te,S)O3.2H2O
36. A Telargpalit – (PdAg)3Te
37. G Tellur – Te
38. A Tellurantimon – Sb2Te3
39. A Tellurit – TeO2
40. A Tellurobismutit – Bi2Te3
41. A Tellurohauchecornit – Ni9BiTeS8
42. A Telluronevskit
43. A Telluropalladinit – Pd9Te4
44. A Temagamit – Pd3HgTe3
45. A Tengerit-(Y) – (YCaH)2(CO3)3.2H2O
46. A Tengchongit – CuO.6UO3.2MoO3.12H2O
47. A Teniolit – KMg2LiSi4O10F2
48. A Tenit – (NiFe)
49. G Tennantit – Cu12As4S13
50. G Tenorit – CuO
51. A Terlinguait – Hg2ClO
52. G Termonatrit – Na2CO3.H2O
53. A Terskit – Na4ZrSi6O15(OH)2.H2O
54. A Tertschit – Ca4B10O19.20H2O
55. A Teruggit – Ca4MgAs2B12O22(OH)12.14H2O
56. G Teschemacherit – (NH4)HCO3
57. A Testibiopalladit – Pd(SbBi)Te
58. A Tetra-aurikuprid – CuAu
59. A Tetradymit – Bi2Te2S
60. G Tetraedrit – Cu12Sb4S13
61. A Tetraferoplatina – (PtFe)
62. A Tetranatrolit – Na2(Al2Si3O10).2H2O
63. A Tetratenit – FeNi
64. A Tetrawickmanit – Mn2+Sn4+(OH)6
65. A Thadeuit – Ca(MgFeMn)3(PO4)2(OH,F)2
66. A Thalcusit – Tl2Cu3FeS4
67. A Thalenit-(Y) – Y2(Si2O7)
68. A Thalfenisit – Tl6(FeNiCu)25S26Cl
69. A Thaumasit – Ca3[(CO3)(SO4)Si(OH)6)].12H2O
70. A Theisit – Cu5Zn5[(As,Sb)O4]2(OH)14
71. G Thenardit – Na2SO4
72. A Theophrastit – Ni(OH)2
73. A Thometzekit – PbCu2(AsO4)2.2H2O
74. A Thomsenolit – NaCaAlF6.H2O
75. A Thomsonit – NaCa2(Al5Si5O20).6H2O
76. A Thorbastnäsit – Th(CaTR)F2(CO3)2.3H2O
77. A Thoreaulit – Sn2+Ta2O6
78. A Thorianit – (ThU)O2
79. A Thorikosit – Pb3(Sb0,6As0,4O3)(OH)Cl2
80. G Thorit – ThSiO4
81. A Thornasit – (NaK)ThSi11(O,H2O,F,Cl)33
82. A Thorogumit – Th(SiO4)1-x(OH)4x
83. A Thorosteenstrupin – (CaThMn)3Si4O11F.6H2O
84. G Thortveitit – (ScY)2Si2O7
85. A Thorutit – (ThUCa)Ti2(O,OH)6
86. A Threadgoldit – Al(UO2)2(PO4)2(OH).8H2O
87. A Thucholit – směs organických látek s příměsí uraninitu
88. A Thuringit – (Fe2+Fe3+MgAl)6(SiAl)4O10(O,OH)8

## Ti–Ty
1. G Tiemannit – HgSe
2. A Tichonenkovit – SrAlF4(OH).H2O
3. A Tilasit – CaMg(AsO4)F
4. G Tilleyit – Ca5(Si2O7)(CO3)2
5. A Tinaksit – K2Na(CaMn)2TiSi7O19(OH)
6. A Tinkalkonit – Na2(B4O5)(OH)4.H2O
7. A Tinsleyit – KAl2(PO4)2(OH).2H2O
8. A Tinticit – Fe3+4(PO4)3(OH)3.5H2O
9. A Tintinait – Pb11Sb15Cu2S34,5
10. A Tinzenit – Ca2(MnFe)Al2B(Si2O7)2O(OH)
11. A Tiptopit – K2(NaCa)2Li3Be6(PO4)6(OH)2.H2O
12. A Tiragalloit – Mn2+4As5+Si3O12(OH)
13. A Tirodit – Mn2Mg5Si8O22(OH)2
14. G Tyrolit – CaCu5(AsO4)2(CO3)(OH)4.6H2O
15. A Tisinalit – H3Na3(MnCaFe)TiSi6(O,OH)18.2H2O
16. G Titanit – CaTi[O|SiO4]
17. A Titantaramellit – Ba4(TiFe2+)4(B2Si8O27)O2Clx
18. A Tivanit – V3+TiO3(OH)
19. A Tlalocit – (Cu,Zn)16(Te4+O3)(Te6+O4)2Cl(OH)25.27H2O
20. A Tlapallit – H6(CaPb)2(CuZn)3(SO4)Te4+O3)4(Te6+O6)
21. A Tobelit – (NH4K)Al2(Si3Al)O10(OH)2
22. A Tobermorit – Ca5H2(Si3O9)2.4H2O
23. A Tocornalit – (AgHg)I
24. A Točilinit – 6Fe0,9S.5(MgFe)(OH)2
25. A Todorokit – (Mn2+CaMg)Mn4+3O7.H2O
26. A Tokkoit – K2Ca4(Si7O17)(OH,O,F)4
27. A Tolbačit – CuCl2
28. A Tolovkit – IrSbS
29. A Tombarthit-(Y) – Y4(Si,H4)4O12-x(OH)4+2x
30. A Tomichit – (V3+Fe)4Ti3As3+O13(OH)
31. A Tongbait – Cr3C2
32. G Topaz – Al2{SiO4(F,OH)2}
33. G Torbernit – Cu(UO2)2(PO4)2.8-12H2O
34. A Törnebohmit-(Ce) – (CeLa)2Al(SiO4)2(OH)
35. A Torreyit – (MgMn)9Zn4(SO4)2(OH)22.8H2O
36. A Tosudit – dioktaedrický chlorit-smektit
37. A Trabzonit – Ca4Si3O10.2H2O
38. A Tranquillityit – Fe2+8(ZrY)2Ti3Si3O24
39. A Traskit – Ba5Fe2+Ti(Si6O18)(OH)4
40. A Treasurit – Ag7Pb6Bi15S32
41. A Trechmannit – AgAsS2
42. G Tremolit – Ca2Mg5{(OH,F)|Si4O11}2
43. A Trevorit – NiFe3+2O4
44. A Triangulit – Al3(UO2)4(PO4)4(OH)5.5H2O
45. A Tridymit – SiO2
46. A Trifylín – LiFe2+(PO4)
47. G Trigonit – Pb3MnH(AsO3)3
48. A Trikalsilit – (KNa)AlSiO4
49. G Trimerit – CaMn2Be3(SiO4)3
50. G Triplit – (MnFe2+MgCa)2(PO4)(F,OH)
51. G Triploidit – (MnFe2+)2(PO4)(OH)
52. G Trippkeit – CuAs3+2O4
53. G Tripuhyit – Fe2+Sb2O6
54. A Tristramit – (CaU4+)(PO4)2.1,5-2H2O
55. A Tritomit-(Ce) – (CeLaYTh)5(SiB)3(O,OH,F)13
56. A Tritomit-(Y) – (YCaLaFe2+)5(SiB)3(O,OH,F)13
57. G Trögerit – H2(UO2)2(AsO4)2.8H2O
58. G Trogtalit – CoSe2
59. A Troilit – FeS
60. A Trolleit – Al4(PO4)3(OH)3
61. G Trona – Na3H(CO3)2.2H2O
62. A Truscottit – (CaMn)14Si24O58(OH)8.2H2O
63. A Trüstedtit – Ni3S4
64. A Tschermakit – Ca2(MgFe)3(AlFe3+)2(Si6Al2)O22(OH)2
65. A Tsilaisit – NaMn3Al6(BO3)3Si6O18O1,5(OH,F)2,5
66. A Tsumcorit – PbZnFe(AsO4)2.H2O
67. A Tsumebit – Pb2Cu(PO4)(SO4)(OH)
68. A Tsumoit – BiTe
69. A Tučekit – Ni9Sb2S8
70. A Tugarinovit – MoO2
71. A Tugtupit – Na4BeAlSi4O12Cl
72. G Tuhualit – (NaK)2Fe2+Fe3+H[(Si,AlH)8O20] či (NaK)Fe2+Fe3+(Si6O15)
73. A Tulameenit – Pt2FeCu
74. A Tundrit-(Ce) – Na3(CeNdLa)4(TiNb)2(SiO4)2(CO3)3O4(OH)±2H2O
75. A Tundrit-(Nd) – Na3(NdLa)4(TiNb)2(SiO4)2(CO3)3O4(OH).2H2O
76. A Tunellit – Sr[B6O9(OH)2].3H2O
77. A Tungsteinit – WS2
78. A Tungstit – WO3H2O
79. A Tunguzit – Ca4Fe2+2Si6O15(OH)6
80. A Tunisit – NaCa2Al4(CO3)4(OH)8Cl
81. A Tuperssuatsiait – NaFe3Si8O20(OH)2(OH2)4.H2O
82. G Turanit – Cu5(VO4)2(OH)4
83. A Turmalín
84. A Turneaureit – Ca5[(As,P)O4]3Cl
85. A Tuscanit – K(CaNa)6(SiAl)10O22(SO4,CO3)(OH)2.H2O
86. A Tusiit – CaFe3+4(SO4)6(OH)2.20H2O
87. A Tusionit – MnSn(BO3)2
88. A Tvalčrelidzeit – Hg12(SbAs)8S12
89. A Tveitit-(Y) – Ca3YF9
90. A Twinnit – Pb(SbAs)2S4
91. A Tychit – Na6Mg2(SO4)(CO3)4
92. A Tyretskit-1Tc – Ca2B2O8(OH)2(OH,Cl)
93. A Tyrkys – CuAl6(PO4)4(OH)8.4H2O
94. A Tyrrellit – (CuCoNi)3Se4

## Ť
1. A Ťanšanit – BaNa2MnTi(BO2(Si6O18)
2. A Ťujamunit – Ca(UO2)2(VO4)2.5-8H2O

## U
1. A Udokanit – Cu3(SO4)3.H2O
2. A Uchucchacuait – AgMnPb3Sb5S12
3. A Uklonskovit – NaMg(SO4)(OH,F).2H2O
4. A Ulexit – NaCaB5O6(OH)6.5H2O
5. A Ullmannit – NiSbS
6. G Ulvöspinel – TiFe2+2O4
7. G Umangit – Cu3S2
8. A Umbit – K2(ZrTi)Si3O9.H2O
9. A Umbozerit – Na3Sr4ThSi8(O,OH)24
10. A Umohoit – (UO2(MoO4).4H2O
11. A Ungemachit – K3Na8Fe3+(SO4)6(NO3)2.6H2O
12. A Upalit – Al(UO2)3(PO4)2(OH)3
13. A Uralborit – CaB2O2(OH)4
14. A Uralolit – CaBe(PO4)2(OH)2.4H2O
15. G Uramfit – NH4(UO2)(PO4).3H2O
16. A Urancalcarit – Ca(UO2)3(CO3)(OH)6.3H2O
17. A Uraninit – UO2
18. G Uranmikrolit – (UCaCe)2(TaNb)2O6(OH,F)
19. G Uranocircit – Ba(UO2)2(PO4)2.12H2O nebo Ba(UO2)2(PO4)2.10H2O
20. A Uranofán – Ca(H3O)2(UO2)2(SiO4)2.5H2O
21. A Uranofán-beta – Cu(UO2)2(SiO3OH)2.5H2O
22. A Uranopilit – (UO2)6(SO4)(OH)10.12H2O
23. A Uranosférit – 2(UO2)(OH)2.Bi2O3
24. A Uranosilit – U6+Si7O17
25. A Uranospatit – HAl(UO2)4(PO4)4.40H2O
26. A Uranospinit – Ca(UO2)2(AsO4)2.10H2O
27. A Uranotungstit – (FeBaPb)(UO2)2(WO4)(OH)4.12H2O
28. A Uranpyrochlor – (UCaCe)2(NbTa)2O6(OH,F)
29. A Urea – CO(NH2)2
30. A Uricit – C5H4N4O3
31. A Ursilit – (MgCaNa2K2)4(UO2)4(Si2O5)5,5(OH)5.13,5H2O
32. A Urvancevit – Pd(BiPb)2
33. A Usovit – Ba2CaMgAl2F14
34. G Ussingit – Na2(AlSi3O8)(OH)
35. G Ustarasit – Pb(BiSb)6S10
36. A Uškovit – MgFe3+2(PO4)2(OH)2.8H2O
37. G Uvanit – U6+2V5+6O21.15H2O
38. A Uvarovit – Ca3Cr2(SiO4)3
39. A Uvit – (CaNa)(MgFe2+)3Al5Mg(BO3)3Si6O18(OH,F)4
40. A Uytenbogaardtit – Ag3AuS2
41. A Uzonit – As4S5